# Folly (Gartenkunst)
Folly (wörtlich „Narretei“) ist eine englische Bezeichnung in der Gartenkunst und der Architektur für einen ungewöhnlichen Zierbau im Sinne eines Kuriosums. Ein Folly unterscheidet sich von anderen nutzlosen Bauwerken (Staffagebauten) durch die ihm zugrunde liegende exzentrische Idee oder durch eine besonders ungewöhnliche, extravagante Ausführung. Im Deutschen wird die Bezeichnung Folly bisher nur selten verwendet, vorwiegend mit Bezug zu Landschaftsgärten in England.

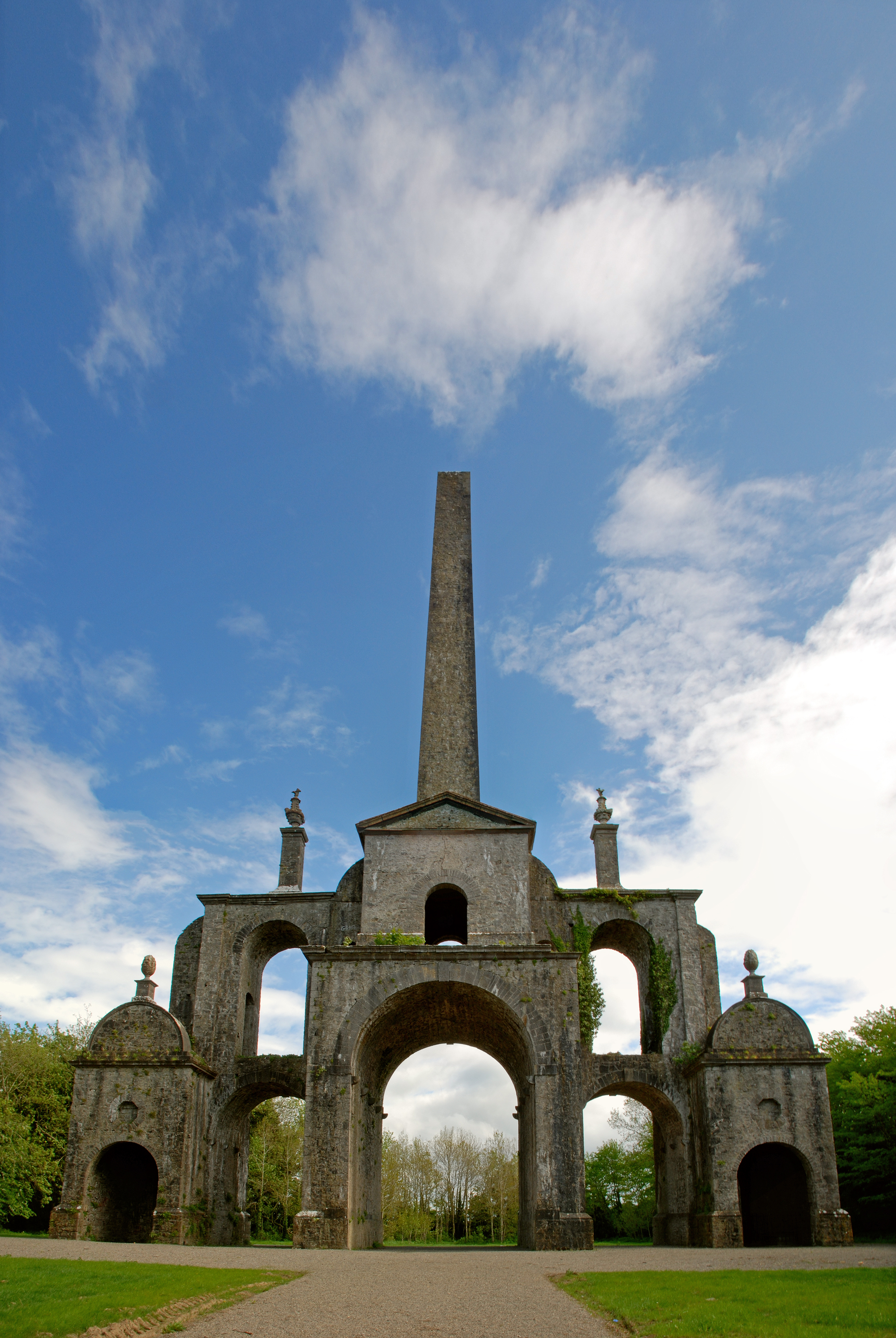
Conolly’s Folly, 42 Meter hoch, im County Kildare, Irland

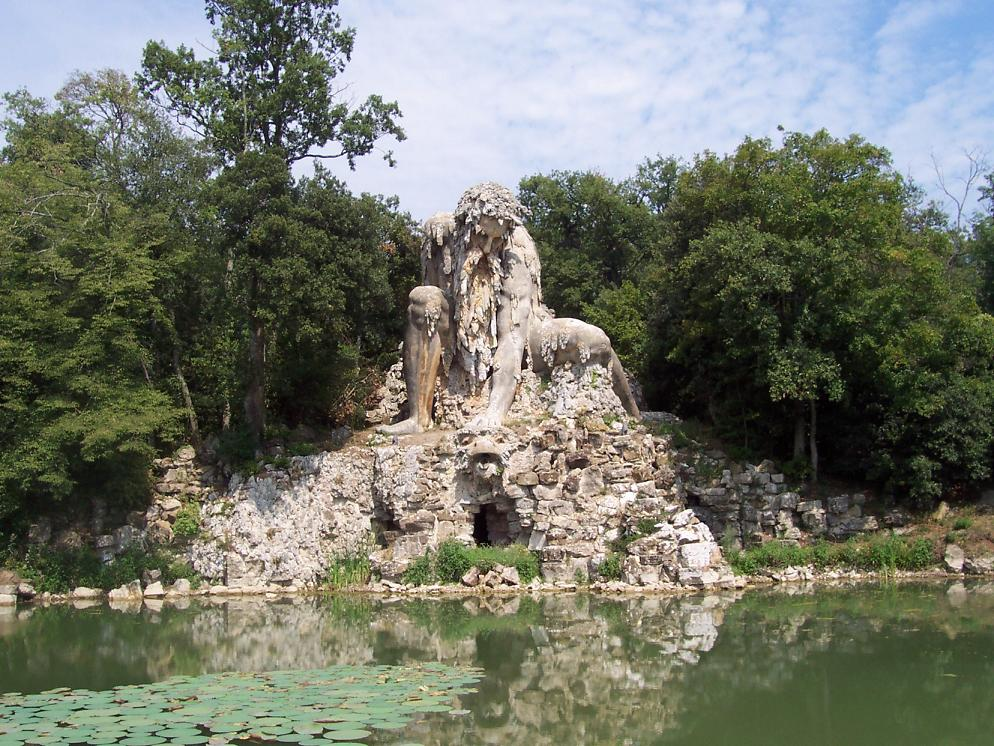
Apennin von Giambologna bei der Villa Medici von Pratolino

Die bizarre Auffälligkeit des Bauwerks ist beabsichtigt, das provokativ Unnütze der Anlage ist programmatisch. Eine Sinngebung kann zum Beispiel durch die nostalgische Assoziation mit einer verklärten Vergangenheit entstehen. Die Anlage ist immer eigens errichtet, sie muss nicht funktionslos sein, ist häufig begehbar oder kann sogar bewohnt werden.

## Geschichte

### Vorläufer
Die verschwenderische Ausschmückung von Gärten ist bereits für die Antike belegt (Garten der Villa Adriana). Der manieristische Garten am Ende des 16. Jahrhunderts erfreute sich durch seine an Originalität überbietenden Gartenausstattungen wie Grotten, Wasserspiele und durch Wasserkraft getriebene Automaten, die Figuren bewegten und Geräusche erzeugten, großer Beliebtheit. So hat sich im Garten der Villa Medici von Pratolino (1569–84) eine titanenhafte Figur von Giovanni Bologna, eine Allegorie des Apennin, erhalten. Die Ausgestaltung dieses Gartens dürfte Anregung für reisende Adelige, insbesondere aus England, gewesen sein, die ihn vor seiner weitgehenden Zerstörung 1819 besuchten. Sie planten in der Folge in den heimischen Gärten ähnliche Kunstwerke, wobei versucht wurde, das Vorbild möglichst noch zu übertreffen.

### Follys im romantischen Landschaftsgarten

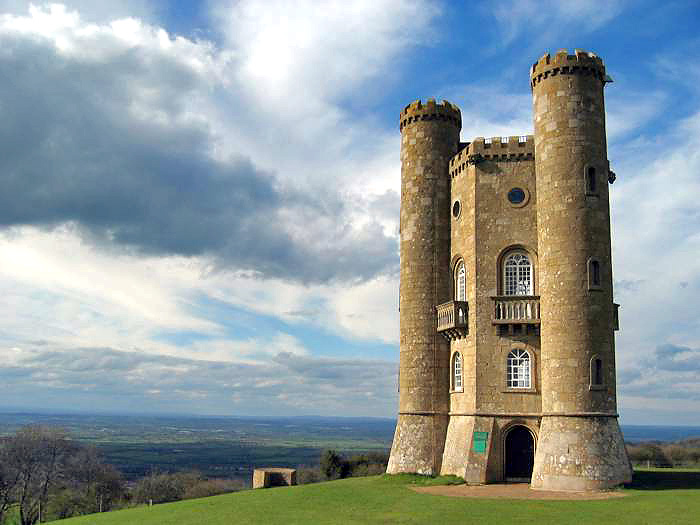
Broadway Tower in den Cotswolds (England)

Im England des 18. Jahrhunderts fanden Follys in den neuen englischen Landschaftsparks weite Verbreitung. Darüber hinaus entstanden, auch als Blickfang, Bauwerke mit verschwenderischem Aufwand. Es handelte sich um Gebäude in mannigfaltigen Formen, häufig, aber nicht zwangsläufig, Türme, ferner künstliche Ruinen, häufig in gotischer Anmutung, und Scheinarchitekturen (Kirchen, Klöster, Tempel). Die Entwürfe sind typischerweise amateurhaft, von wohlhabenden Bauherren erdacht. Das Phänomen derartiger Architekturschöpfungen verbreitete sich von den Britischen Inseln nach Kontinentaleuropa und Ende des 19. Jahrhunderts auch nach Nordamerika. Die Häufung von Follys ließ an einigen Orten überfrachtete Folly gardens entstehen, zum Beispiel den Parc Monceau von Louis Carmontelle für Louis Philippe II., errichtet 1773–1778 unter anderem mit Ruinen, Windmühle und Naumachie.
Einige Bauwerke führten in einem Wetteifern um immer auffälligere Schöpfungen zu verschiedenen Nachahmungen. In England entstand so ein Gebäudetyp mit dreieckigem Grundriss (Triangular folly tower) nach dem Vorbild eines 1750 von Henry Flitcroft entworfenen Turms in Fort Belvedere in Virginia Water für den Herzog von Cumberland. Broadway Tower und Paxton’s Tower waren die bekanntesten Nachfolger.

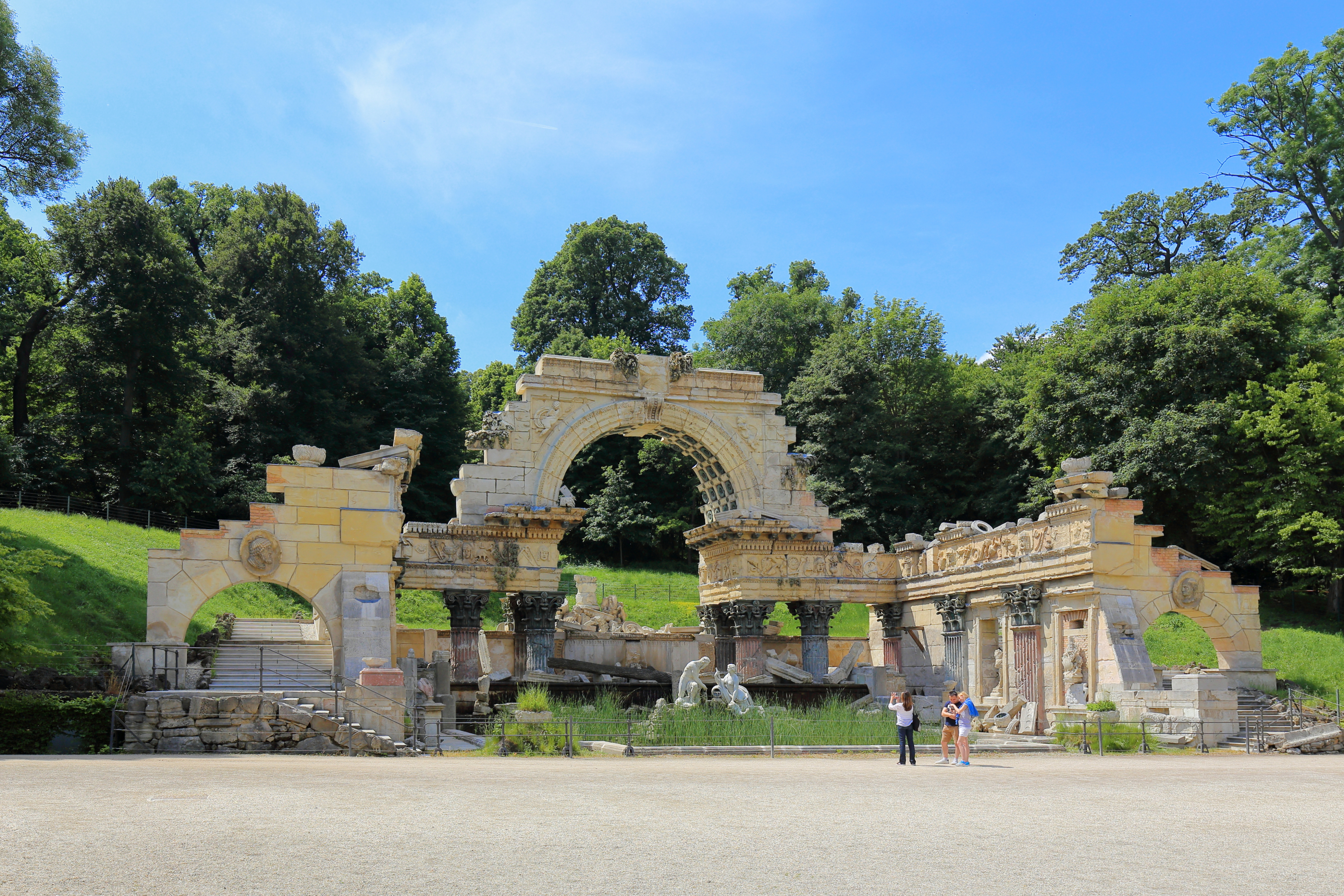
Römische Ruine im Schlosspark Schönbrunn, Wien

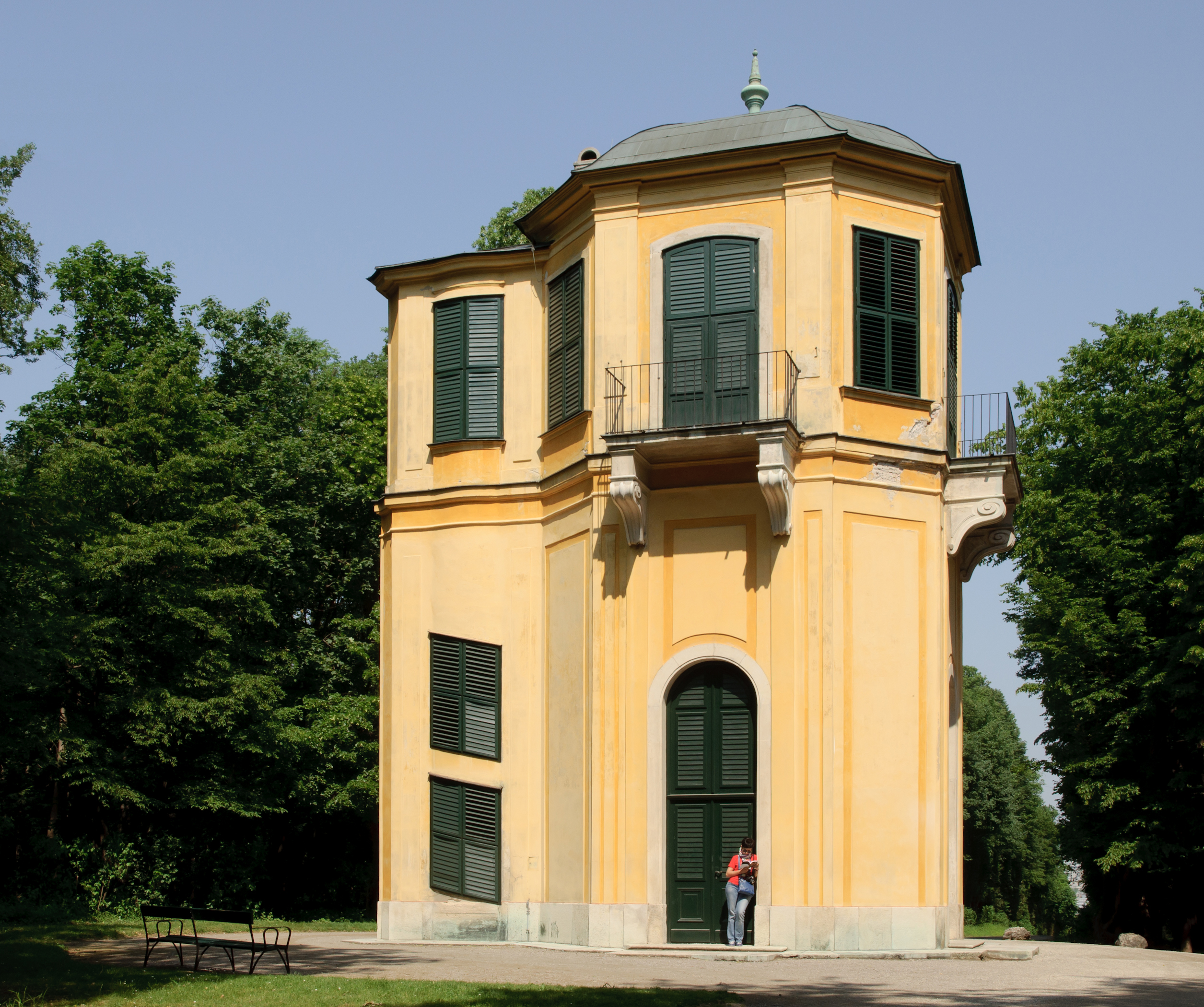
Kleine Gloriette im Schlosspark von Schönbrunn

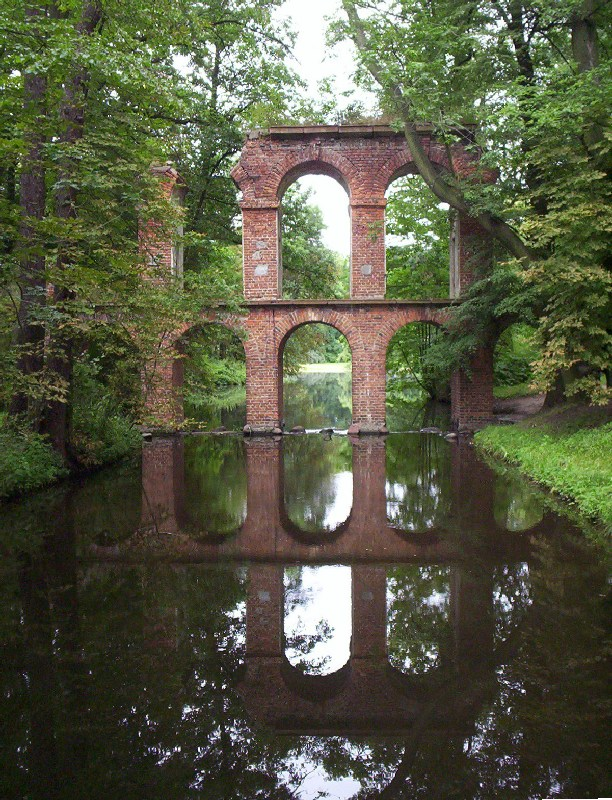
Aquädukt als künstliche Ruine in Arkadia bei Łowicz

## Abgrenzung
Eine Typisierung der Follies ist schwierig, liegt ihr Wesen doch in der Originalität des Entwurfs begründet. Auch eine Grenzziehung zu zeitgenössisch modischen Gartenstaffagen fällt nicht immer leicht. In einem klassizistischen Garten ist ein Tempel nicht als Folly zu bezeichnen, eine antikisierende (künstliche) Tempelruine in einem romantischen Garten allerdings sehr wohl. Eine in heutiger Zeit ins Auge fallende palladianische Brücke ist im England des 18. Jahrhunderts nicht ungewöhnlich, wohl aber ein Haus in Form eines Säulenstumpfes (Höhe 30 m, Durchmesser 15 m) inmitten einer pittoresken Gartenszenerie (Désert de Retz von François Racine de Monville, 1780–1781); ebenso eine ländliche Szenerie mit 88 durch Wasserkraft bewegten Figuren vor einer künstlichen Felswand in Lunéville (im Auftrag von Stanislaus I. Leszczyński von Emmanuel Héré, 1742–1743, zerstört).

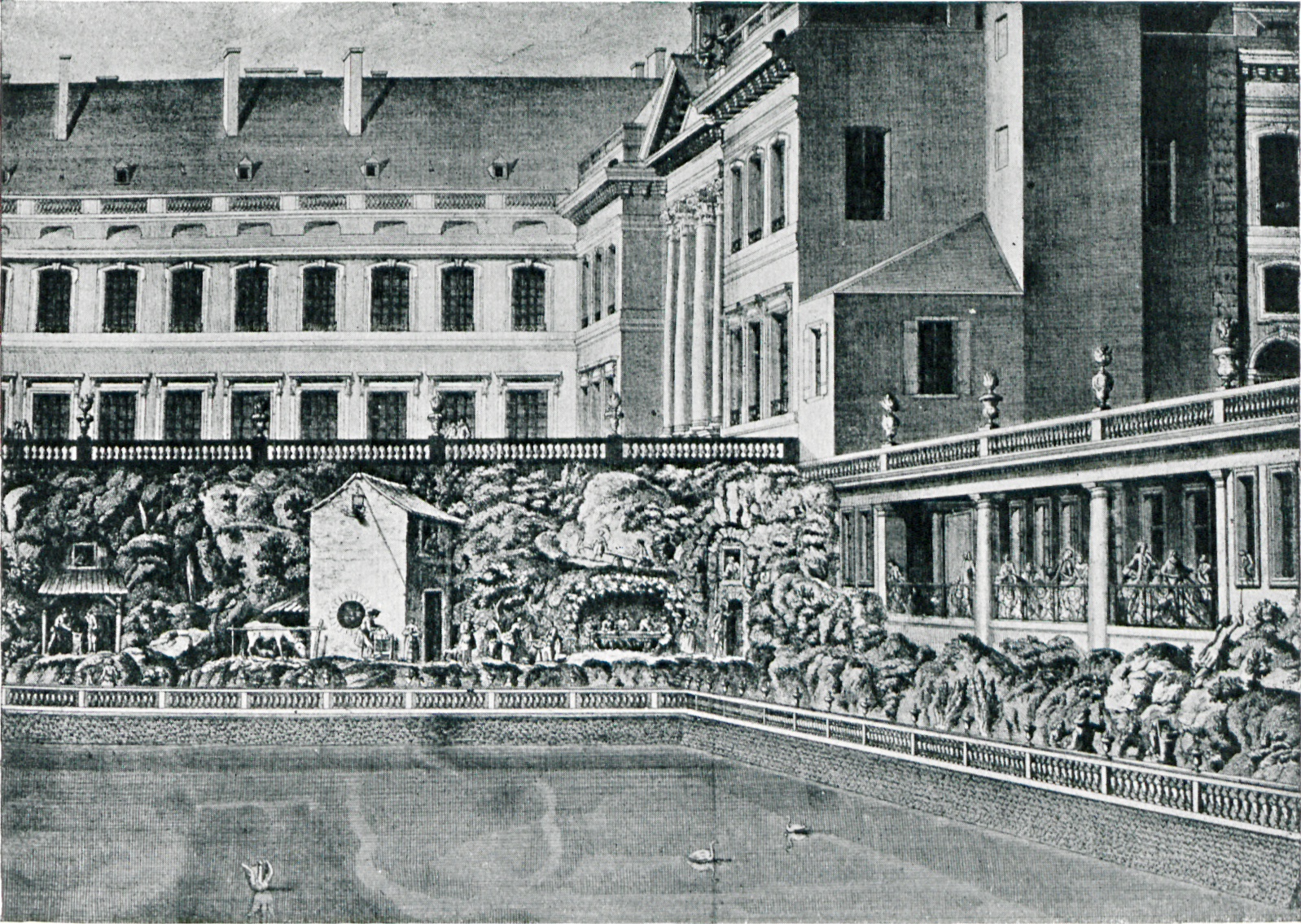
Rocher in Lunéville

## Verhältnis zur Landschaft
Im Gegensatz zu vielen anderen Gartenstaffagen und Schmuckarchitekturen, die sich harmonisch in die Landschaft einfügen, ist die ästhetische Beziehung von Follys zur Umgebung eher ambivalent. Insbesondere Türme und aufstrebende Bauwerke beherrschen einen Landschaftsausschnitt als „architektonische Ausrufezeichen“.
Seit dem 18. Jahrhundert dienten Follys als Gestaltungselemente romantischer Landschaftsinszenierungen. Es waren vor allem Grotten, die häufig mit Muscheln und gefärbten Kieselsteinen ausgekleidet wurden, und künstliche Ruinen, die die romantische Gefühlswelt zu Melancholie steigerten. Architekturen oder Fassaden in ruinöser Anmutung sollten Erdverbundenheit, den Zerfall und die Rückkehr alles von Menschenhand Geschaffenem in den Kreislauf der Natur ausdrücken.

## Zerstörte Objekte

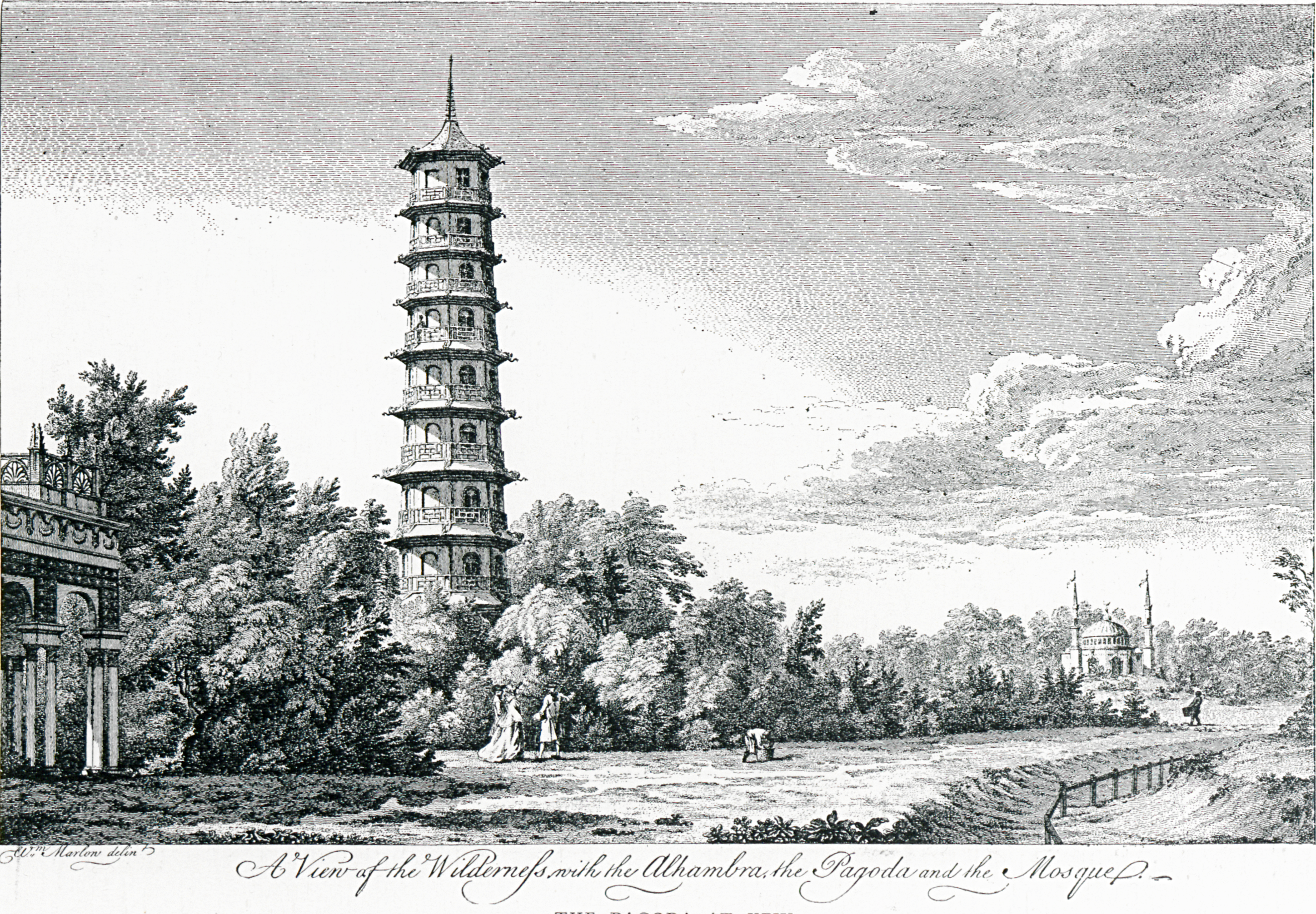
Royal Botanic Gardens (Kew), Alhambra, Pagode und Moschee; Kupferstich nach einer Zeichnung von William Marlow (1763)

Zahlreiche Bauwerke wurden im Laufe der Zeit abgerissen oder verfielen nach dem Tod ihres Eigentümers.
Follys aus Holz wurden häufig durch Brände zerstört, auch Vandalismus setzte den Gebäuden zu. Der 84 Meter hohe Turm (geplant waren mit Turmspitze 137 Meter) von Fonthill Abbey (Beckford’s Folly), entworfen von James Wyatt für William Beckford, stürzte 1825 vollständig ein. Von dem als Wohnsitz gedachten, kathedralenartigen Gebäude sind nur mehr kleinere Teile und ein Nebenturm (Lancaster Tower) erhalten. Viele unbekanntere Bauwerke befinden sich in schlechtem Zustand, von ihnen stehen nur wenige unter Denkmalschutz.

## Beispiele noch existierender Follys

### Türme

#### Deutschland
- Hessenstein, Gut Panker, Schleswig-Holstein, von einem unbekannten Architekten für Friedrich von Hessen (1839–1841, renoviert 1983)
- Chinesische Pagode, Park von Schloss Oranienbaum, Sachsen-Anhalt, von William Chambers für Leopold Friedrich Franz von Anhalt-Dessau (1793–1797)[3]
- Chinesischer Pagodenturm, Baurs Park, Blankenese, Hamburg, Joseph Ramée für Georg Friedrich Baur (1817–1832)[4]
- Chinesischer Turm, Englischer Garten, München, Bayern, Johann Baptist Lechner & Joseph Frey für Karl Theodor von Bayern (1789 bis 1790, wiederhergestellt 1951–1952)[5]
- Hexenturm, eine künstliche Ruine im Hinüberschen Garten, Hannover, Niedersachsen (Mitte 18. Jahrhundert)
- Leuchtturm Moritzburg, Sachsen, inmitten einer maritimen Kulisse (1780, renoviert 2007)
- Napoleonsturm, Dessau-Mildensee, Carlo Ignazio Pozzi für Leopold Friedrich Franz von Anhalt-Dessau (1809–1812; zunächst als Grabmal gedacht aber Idee verworfen; Vorbild Turm der Winde (Athen))[6]
- Wallwitzburg, Dessau, Carlo Ignazio Pozzi zugeschrieben für Johann Georg von Anhalt-Dessau (1786–1801); zunächst als Vestatempel geplant, dann Bauplanänderung in eine romantische 'Burg'; nach dem Vorbild des King Alfred’s Tower[7]
- Wartturm, Rheinsberg, im Schlossgarten Rheinsberg auf einem 90 Meter hohen Hügel (1795, renoviert 2002)[8]

#### Vereinigtes Königreich
- Lord Berner’s Folly, Faringdon, Großbritannien, von Trenwith Wills und Gerald Wellesley, für Gerald Hugh Tyrwhitt-Wilson (1935, renoviert 1989)
- Paxton’s Tower, Llanarthney, Wales, von Samuel Pepys Cockerell für William Paxton (1811)
- Pagoda, Royal Botanic Gardens Kew, England, von William Chambers (1761–1762)
- Alfred’s Tower, Stourhead, England, von Henry Flitcroft für Henry Hoare d. J. (1765–1772)
- Broadway Tower, Broadway Hill, England, von James Wyatt für Barbara Coventry (1794–1799)
- Clavell Tower, bei Kimmeridge, England, von John Richards Clavell auf einer Felswand errichtet (1830–1831, renoviert 2006–2008)

#### Tschechien
- Minarett im Park von Schloss Lednice, Tschechien,  von Joseph Hardtmuth für Fürst Alois I. von Liechtenstein

### Künstliche Ruinen

#### Deutschland
- Schloss Pfaueninsel, Berlin, von Johann Gottlieb Brendel für Friedrich Wilhelm II. von Preußen (1794–1796)
- Anlage auf dem nach ihr benannten Ruinenberg in Sichtweite des Schlosses Sanssouci in Potsdam
- Ruine im Staatspark Wilhelmsbad, Hanau (1778–1779)
- Löwenburg im Bergpark Wilhelmshöhe in Kassel
- Die Sieben Säulen (auch: Römische Ruine), Ziebigk (Dessau-Roßlau), Georgium, (um 1782–1786; Vorbild Concordia-Tempel (Rom))[9]
- Weißer Bogen (auch: Triumphbogen), Ziebigk (Dessau-Roßlau), Georgium, (um 1782–1786; Vorbild Drususbogen vor der Porta San Sebastiano, Rom)[9]
- Breidings Garten, Soltau

#### Österreich

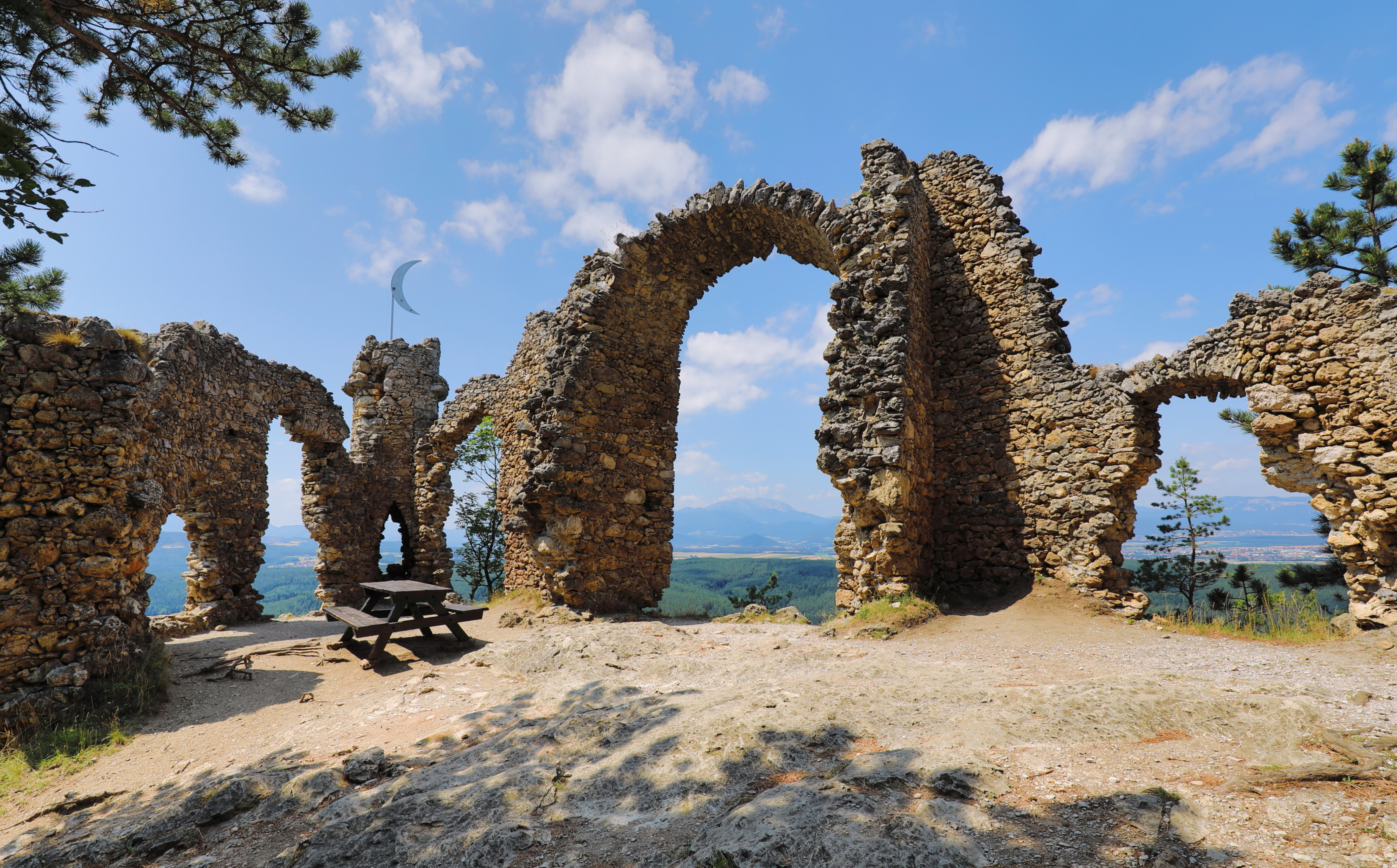
Burgruine Türkensturz in Gleißenfeld, NÖ

- Römische Ruine oder „Ruine von Karthago“, Schlosspark Schönbrunn, Österreich, von Johann Ferdinand Hetzendorf von Hohenberg für Maria Theresia von Österreich (1776)
- Zahlreiche Ruinen im Raum Mödling von Johann I. von Liechtenstein für die liechtensteinischen Besitzungen (ab 1800), aber auch abseits davon wie die Ruine Hanselburg bei Schloss Loosdorf (nach 1800) oder die Burgruine Türkensturz bei Seebenstein (1824)

### Bögen und Aquädukte
- Conolly’s Folly, Castletown House, Irland, von Richard Cassels für Katherine Conolly (1740, restauriert 1965)
- Ruine eines römischen Aquädukts als Wasserfall, Bergpark Wilhelmshöhe, Kassel, Deutschland, von Heinrich Christoph Jussow für Wilhelm I. von Hessen-Kassel (nach 1786)
- Römische Wasserleitung im Park von Schloss Schwetzingen, Deutschland
- Aquädukt in Arkadia, Łowicz, Polen, von Simon Gottlieb Zug für Helena Radziwiłł (1784, rekonstruiert 1952)

### Andere Bauwerke
- Künstliche Felseninsel „Der Stein“, Wörlitzer Park, Sachsen-Anhalt, Deutschland, eingerichtet zur Inszenierung nächtlicher Vulkanausbrüche des Vesuv von Wörlitz, von Friedrich Wilhelm von Erdmannsdorff für Leopold III. Friedrich Franz von Anhalt-Dessau (1788–1794)
- Chinesisches Haus, Park von Schloss Oranienbaum, Sachsen-Anhalt, Deutschland, von William Chambers für Leopold Friedrich Franz von Anhalt-Dessau (1793–1797)[3]
- Chinesisches Wirtshaus, Englischer Garten (München), Bayern, Deutschland, Johann Baptist Lechner & Joseph Frey für Karl Theodor von Bayern (1789 bis 1790 aus Holz, 1912 als Massivbau erneuert)[5]
- Dunmore Pineapple, Schottland, von einem unbekannten Architekten (eventuell William Chambers) für John Murray (1761)
- Der Weiler der Königin, Schlosspark von Versailles, Versailles, Frankreich, Staffagedorf von Richard Mique für Marie-Antoinette (1783–1788)
- Luisenklippe, Schochs Garten, Wörlitz, Sachsen-Anhalt, Deutschland, Johann Leopold Ludwig Schoch für Leopold III. Friedrich Franz von Anhalt-Dessau (1794–1797)[10]
- Moschee im Schwetzinger Schlossgarten, Schwetzingen, Baden-Württemberg, Deutschland, von Nicolas de Pigage für Karl Theodor (1778–1785)
- McCaig’s Tower, Oban, Schottland, Nachbau des Kolosseums für John Stewart McCaig (1897–1900)
- Pantheon, Neue Anlage, Wörlitz, Sachsen-Anhalt, Deutschland, von Friedrich Wilhelm von Erdmannsdorff für Leopold III. Friedrich Franz von Anhalt-Dessau (1795–1797; Vorbild Pantheon (Rom))
- Türkisches Zelt, Painshill Park, England, wohl von Henry Keene für Charles Hamilton (1772, etwas versetzt wiederhergestellt)
- Moschee (Langon), Region Nouvelle-Aquitaine, Frankreich (1904), Startturm einer Pferderennbahn

## Gesellschaftliche und politische Einordnung

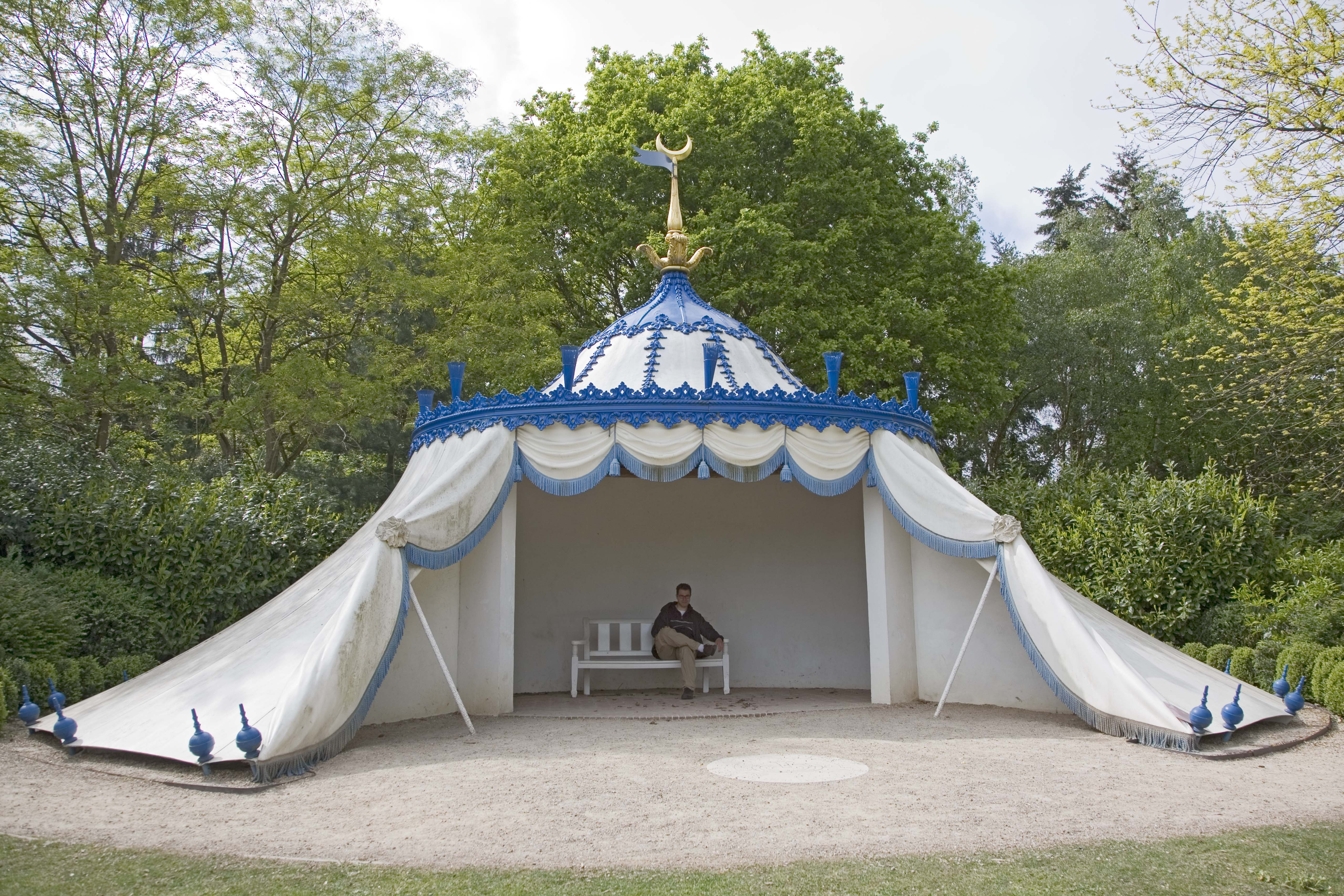
Das wiederhergestellte „Türkische Zelt“ in Painshill Park.

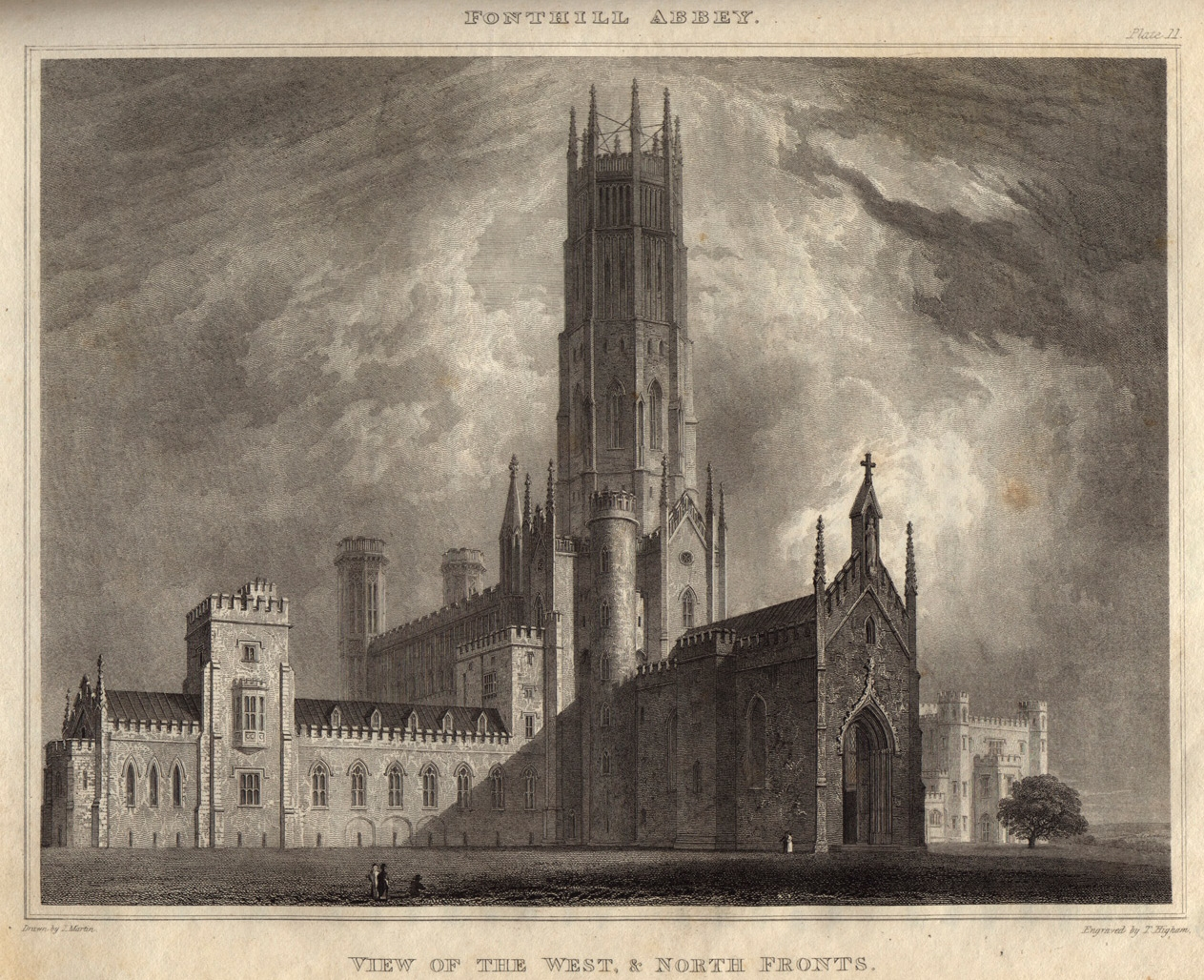
Fonthill Abbey, Kupferstich von John Rutter (1823)

Während zahlreiche Follys lediglich der zeitgenössischen Gartenmode folgten (etwa Eremitagen mit einem bezahlten, „echten“ Einsiedler, ersatzweise einer Wachsfigur) oder die Ideen von zu Selbstdarstellung und Verschwendungssucht neigenden Bauherren widerspiegelten, können manche Bauwerke sozialpolitisch eingeordnet werden. Einige Follys in Irland waren als Arbeitsbeschaffung für die hungernde Bevölkerung gedacht, deren Armut Ausdruck einer Agrarverfassung war, die dem Grundbesitzer und Auftraggeber eines Folly Wohlstand gewährleistete. Viele Bauherren drückten mit ihren architektonischen Phantasien Wunschvorstellungen aus, entweder konservativ-restaurativer Art (Bewahrung und Erinnerung an eine erhabene Vergangenheit) oder solche eines utopischen Ideals (Einklang mit der Natur im Rousseau’schen Sinne in Ermenonville). Beide Extreme können als raumgreifende Ikonisierungen von nicht unbedingt schriftlich formulierten Programmen verstanden werden, die den Betrachter beeindrucken und beeinflussen, vielleicht auch ablenken sollen.

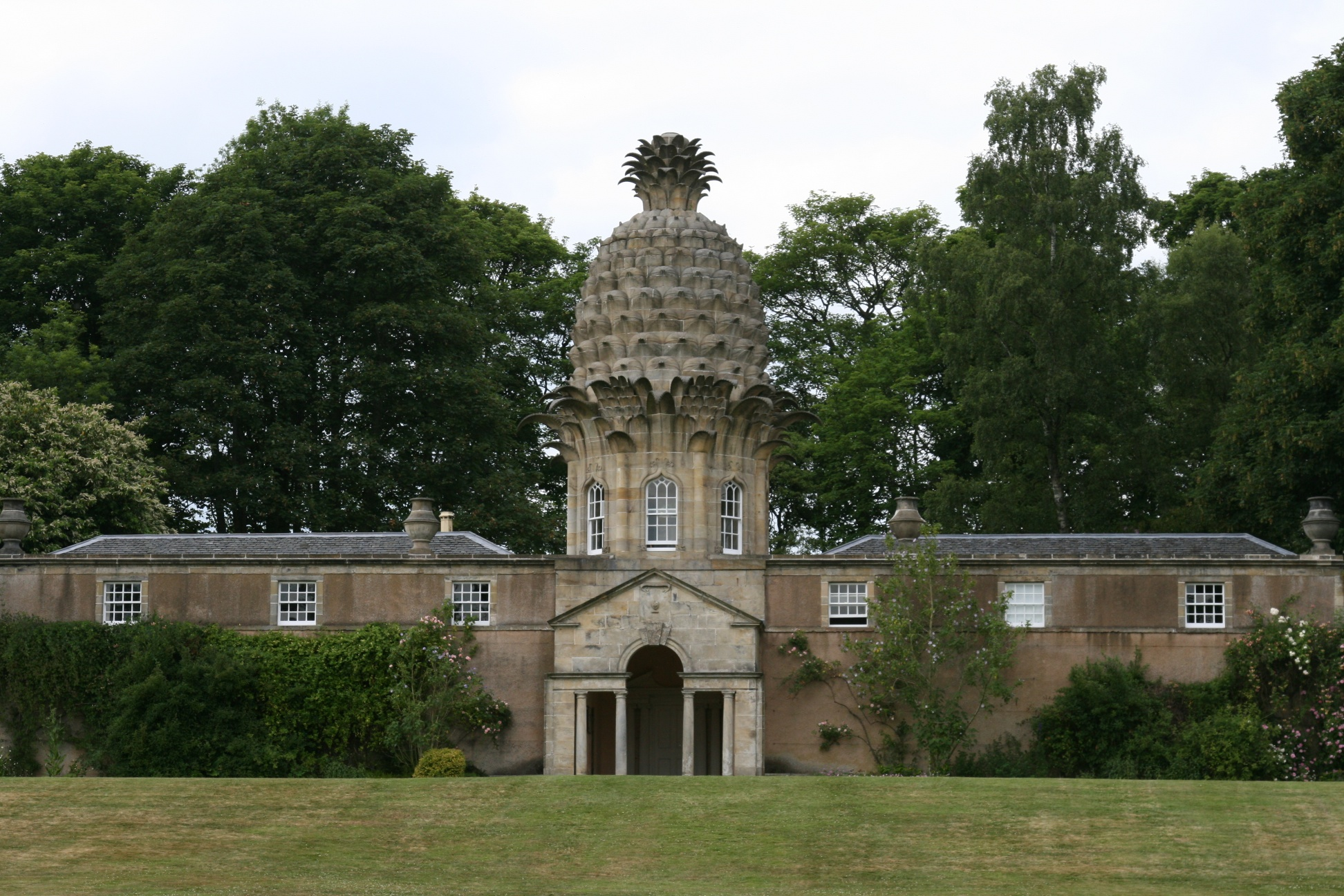
„Ananashaus“, Dunmore, Schottland

Für nicht wenige Follys dürfte der Vorwurf des architektonischen Kitsches zutreffen. Die meisten Schöpfungen sind jedoch Zeugnisse des ungewöhnlichen Einfallsreichtums ihrer Bauherren, deren Motive so unterschiedlich wie schwer verständlich sind. So schuf beispielsweise Charles Hamilton ab 1783 mit Painshill Park (Cobham, England) einen hochgelobten Landschaftspark mit einem gotischen Haus, einer künstlichen Ruine, einer Abtei und einer Grotte. Dagegen stehen von Hybris geprägte Architekturen, so die von William Beckford, der in einem selbstverfassten Roman einen von einem hohen Turm herab seine Untertanen strafenden Herrscher beschrieb und mit dem Bau von Fonthill Abbey diese Allmachtsphantasie in die Wirklichkeit umzusetzen suchte. Whitaker Wright ließ 1901 Witley Park (Haslemere, England) errichten, eine kostspielige Landschaftsgestaltung mit künstlichen Gewässern, Zugang durch ein geheimes Tor mit einem Tunnel und einem unter dem Wasser gelegenen Tanzsaal. Nachdem Wright als Betrüger erkannt und verurteilt worden war, nahm er sich das Leben.

## Abgrenzung
Nicht als Follys zu bewerten wären Objekte der Land-Art-Kunstrichtung oder spezielle Skulpturengärten, deren Kunst-, Schau- oder Gebrauchsstücke nicht als „Staffage“ von Gärten dienen. Sie gelten als eigene künstlerische Objekte, die in einem Garten als Freiluft-Galerie ausgestellt werden oder die ein Garten umgibt oder die, wie beispielsweise der Giardino dei Tarocchi, erst „den Garten machen“. Besonderes Merkmal dabei ist, dass in deren „Gärten“ nicht Pflanzen oder die Gestaltung von Pflanzen oder von Landschaft im Vordergrund stehen, sondern die Objekte.